# بخيت سعد
بخيت سعد، لاعب كرة قدم إماراتي سابق. لعب مع نادي الشباب الإماراتي ومع نادي الجزيرة ومع منتخب الإمارات لكرة القدم.

## كأس الخليج 1996
سجل هدف في مرمى منتخب البحرين لكرة القدم، وسجل هدف في مرمى منتخب الكويت لكرة القدم.